# Rozsíčka
Rozsíčka (in tedesco Rositschka) è un comune della Repubblica Ceca facente parte del distretto di Blansko, in Moravia Meridionale.